# Musée Ernest-Hemingway de Cuba
Le musée Ernest-Hemingway de Cuba ou Finca la Vigía (« la ferme vigie »), est une maison de style colonial du XIXe siècle, située dans un parc de neuf hectares, où a vécu et écrit Ernest Hemingway (1899-1961), près de La Havane à Cuba dans les Caraïbes, entre 1939 et 1960. L'auteur, surnommé « Papá » par les cubains, devenu depuis une légende à Cuba, y a écrit quelques-unes de ses œuvres, dont Pour qui sonne le glas, Le Vieil Homme et la Mer, Paris est une fête…

## Historique
En 1886, cette maison coloniale est construite par l'architecte catalan Miguel Pascual y Baguer, au sommet d'une colline de la petite ville de San Francisco de Paula, sur une propriété de neuf hectares plantés d'arbres tropicaux, avec une ferme, une tour avec vue sur La Havane et sur la mer des Caraïbes, à environ onze kilomètres de La Havane.

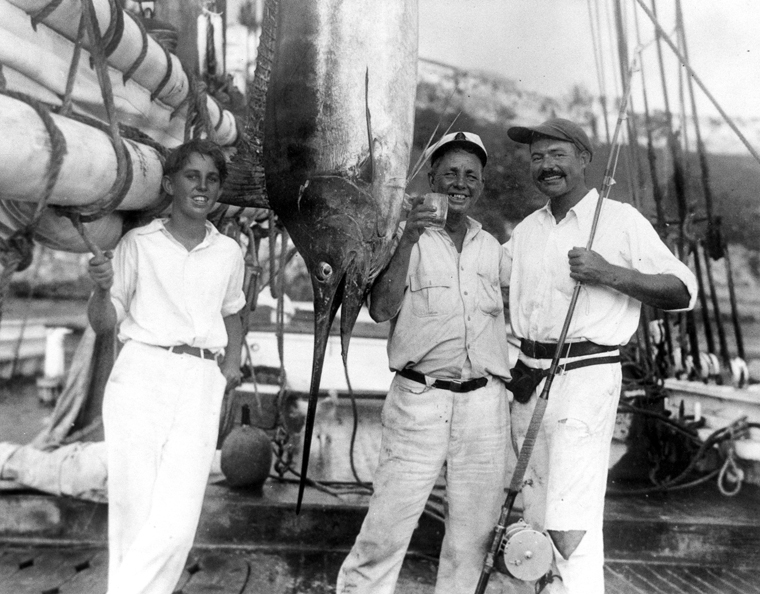
Le port de La Havane en 1932.
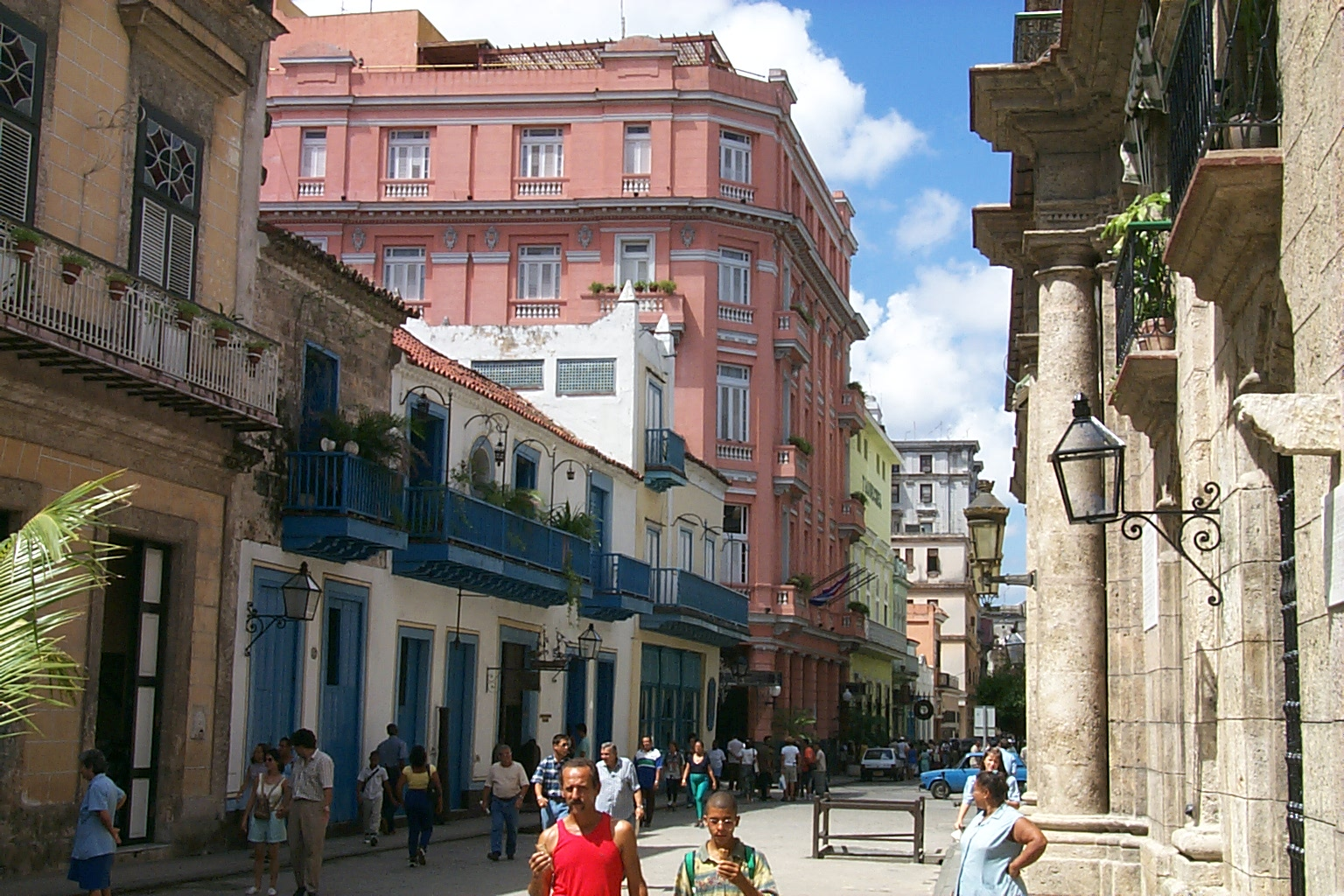
Hôtel Ambos Mundos de La Havane.
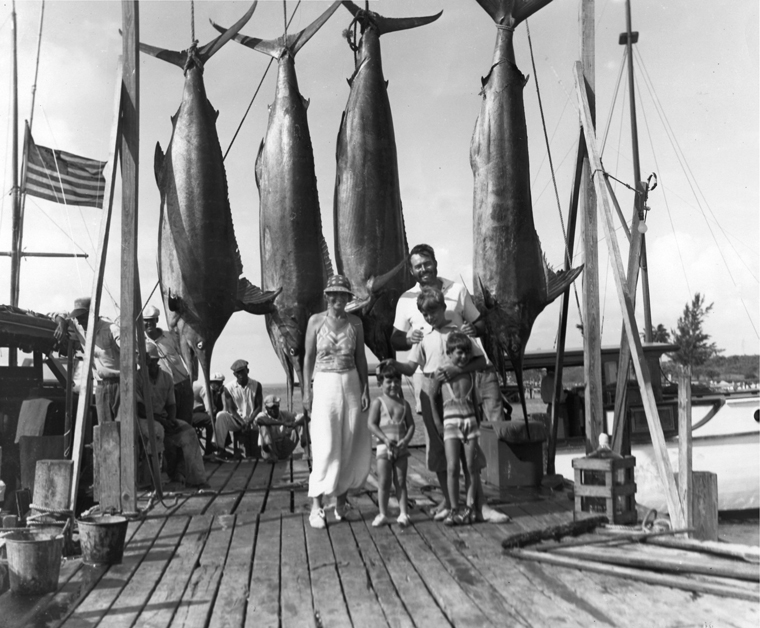
1935 avec son épouse Pauline Pfeiffer, ses fils et des marlins aux Bahamas.

En 1928, après son premier grand succès littéraire Le soleil se lève aussi de 1926, grand amateur de littérature, de voyages, de fêtes, de boissons alcoolisées et de bagarres, Hemingway a un coup de foudre pour La Havane, qu'il découvre avec sa seconde épouse, Pauline Pfeiffer, lors d'une brève escale du vapeur Orita entre La Rochelle et la Floride où il s'est installé en 1927 (maison d'Ernest Hemingway).
En 1932, Hemingway revient à Cuba pour participer à un tournoi de pêche à l’espadon. Il se découvre une passion pour la pêche au gros, les fruits tropicaux et le rhum… et y fait de fréquents séjours. À son retour de la guerre d'Espagne où il est correspondant de guerre, il s’établit dans la chambre 511 de l’hôtel Ambos Mundos de La Havane, avec vue sur la mer, sur la cathédrale de La Havane et sur les toits de la vieille Havane historique (inscrite au Patrimoine mondial en 1982). La vie cubaine lui procure une grande énergie créatrice, il est habitué à écrire dans des chambres d'hôtel, des bars, des lieux improbables, trimbalant partout sa machine à écrire portative. Il écrit son œuvre L'Adieu aux armes inspirée de ses souvenirs d'ambulancier héroïque de la Croix-Rouge durant la première Guerre mondiale.

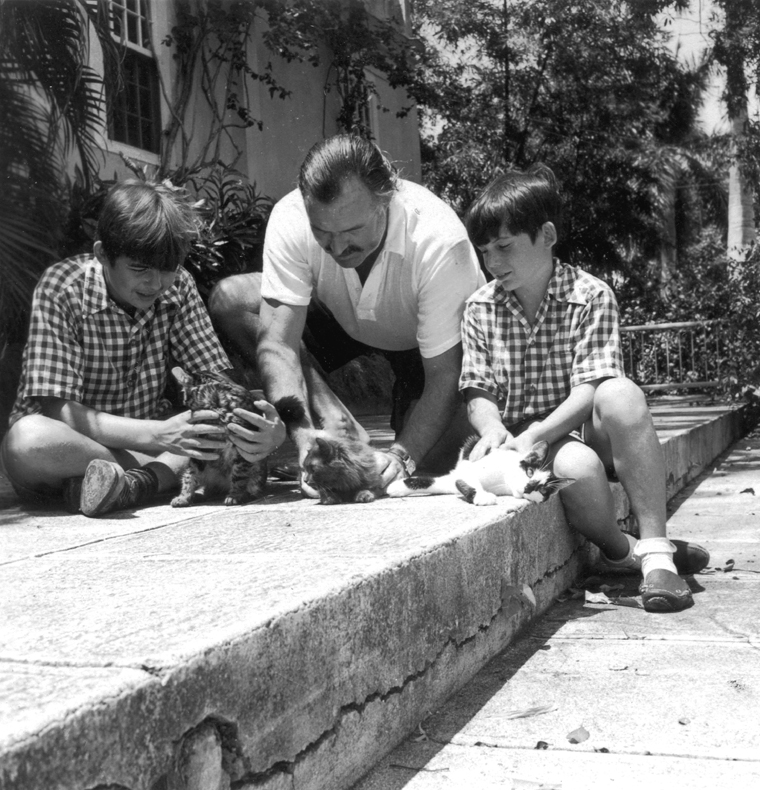
En 1942 ou 1943, avec deux de ses fils à la Finca La Vigía.
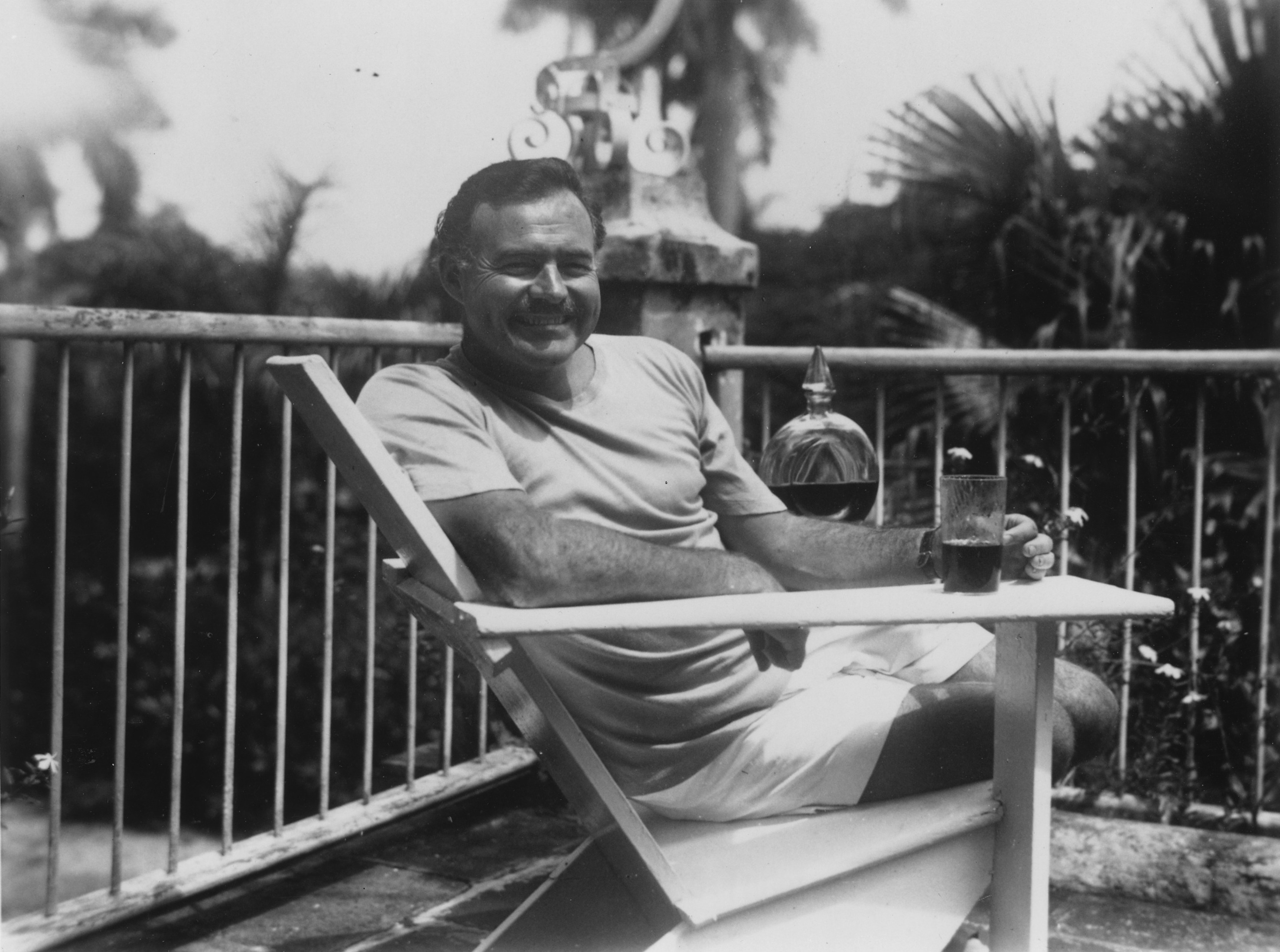
En 1946, à la Finca La Vigía.
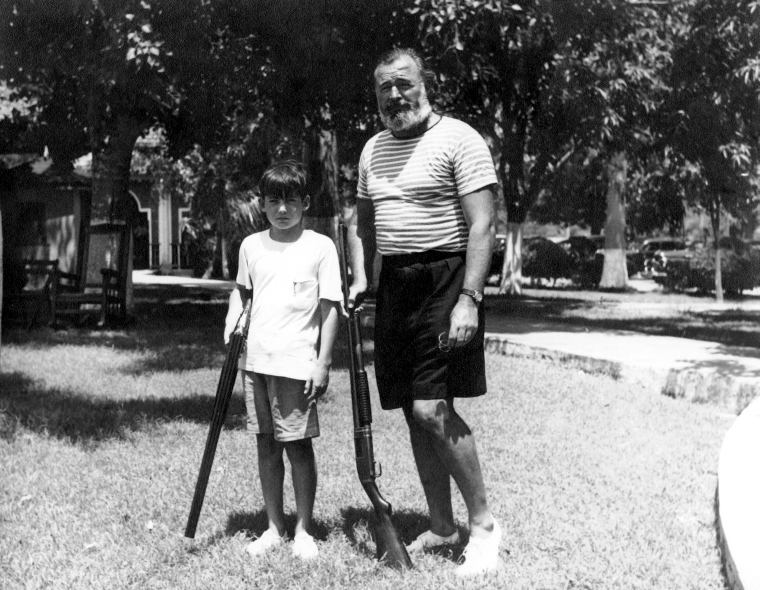
En 1950, avec son fils Gregory à Cuba.
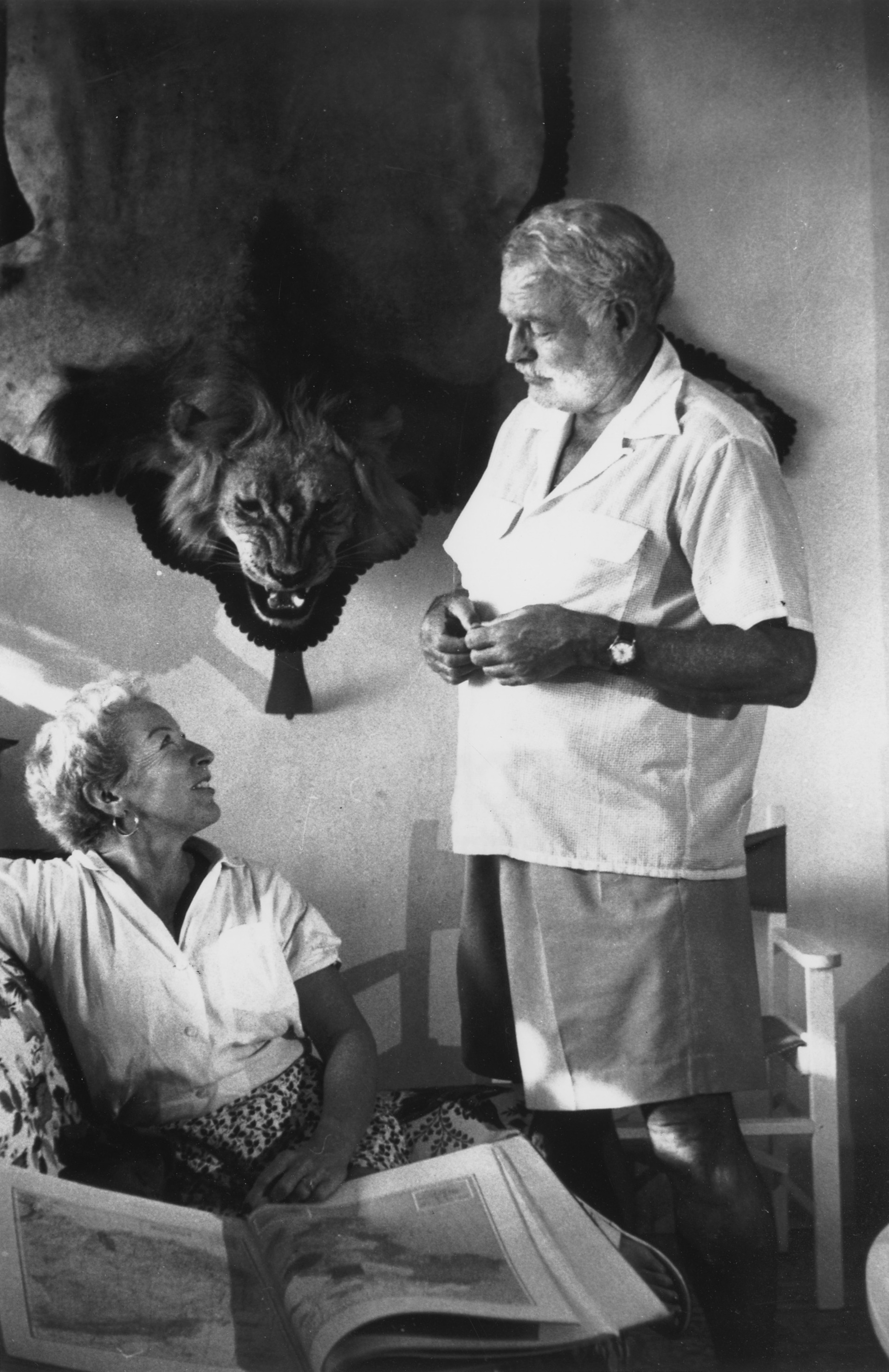
Avec son épouse Mary Welsh Hemingway.

En 1937 il écrit son roman En avoir ou pas dont la trame se déroule à La Havane sur fond de prémisse de révolution cubaine.
En 1939, Hemingway s'installe à Cuba après que Franco ait triomphé de la guerre d'Espagne et instauré l'Espagne franquiste. Il se rend alors en Europe pour couvrir la seconde Guerre mondiale jusqu'au débarquement de Normandie, avant de revenir dans sa chambre 511 où il entame l'écriture de Pour qui sonne le glas sur le thème de son vécu de la guerre d'Espagne. Sa troisième épouse, la journaliste Martha Gellhorn, qui ne veut pas vivre à l’hôtel, trouve leur demeure Finca La Vigía à louer dans des petites annonces. En décembre 1940, Hemingway l’achète et la rénove pour douze mille cinq cents dollars et la partage durant 21 ans avec ses chats (jusqu’à onze) et ses quatre chiens, ainsi que ses trophées de chasse et de pêche ...

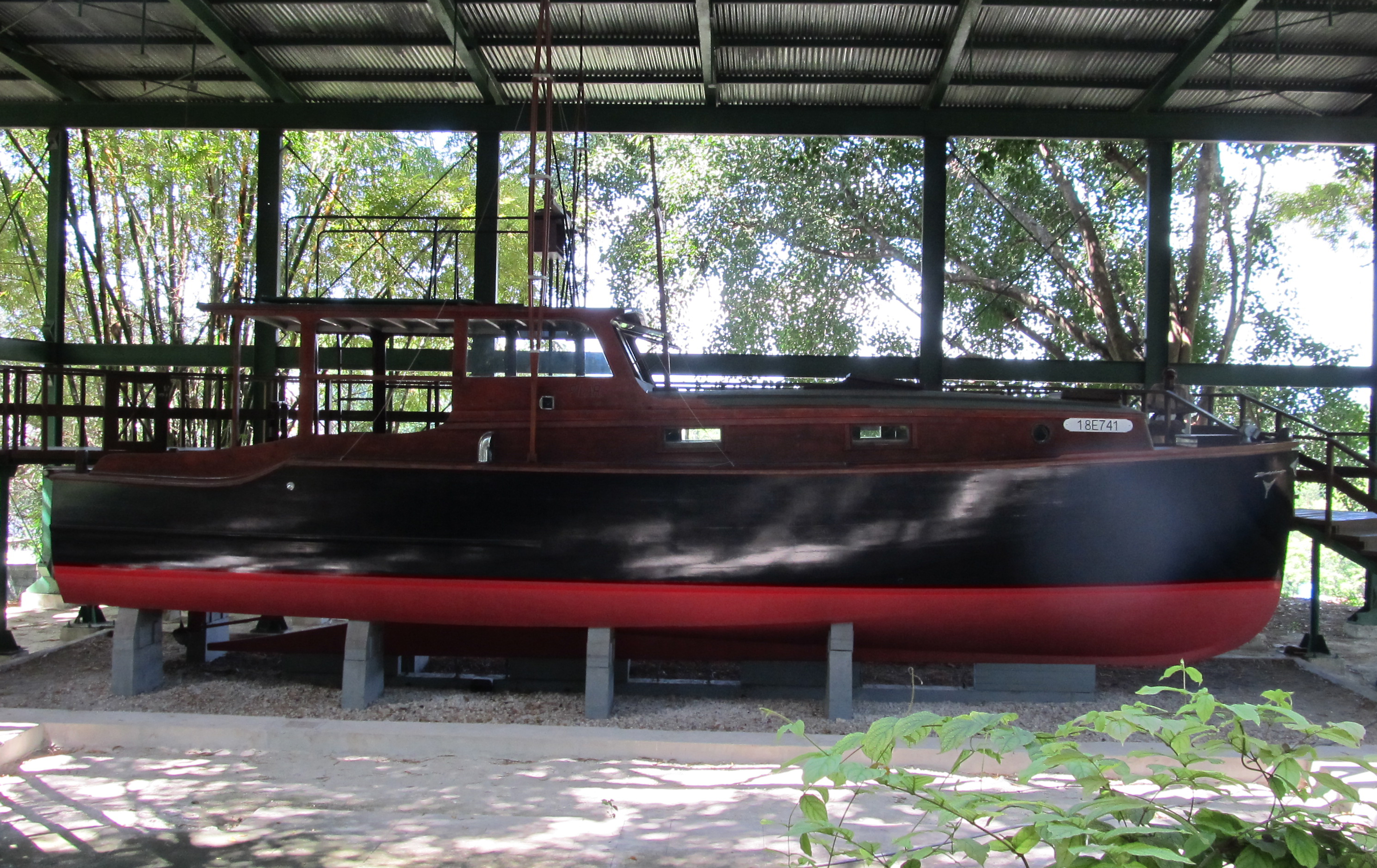
Le yacht Pilar, lancé en 1934.
En 1950, à bord du Pilar.
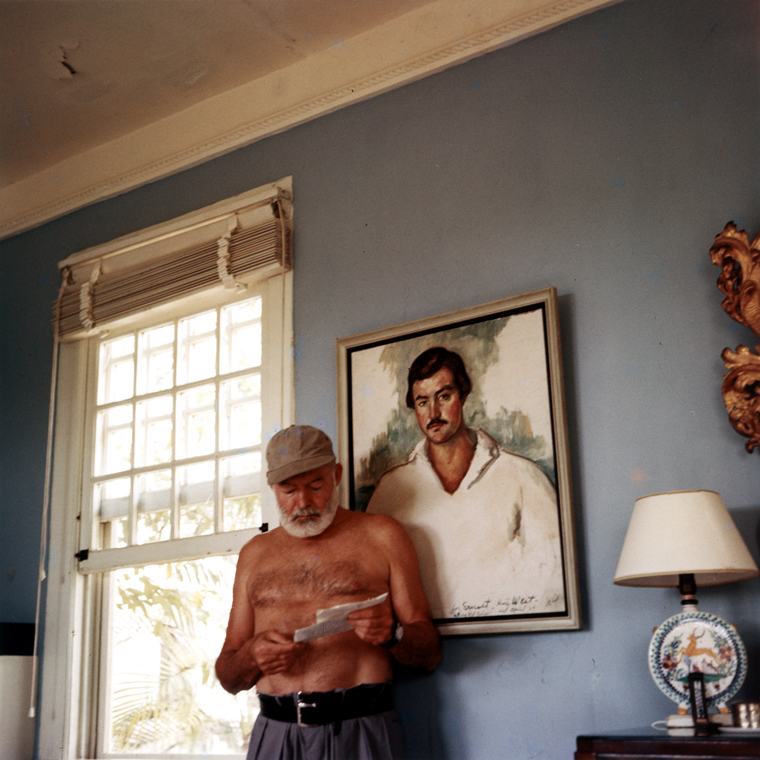
En 1953, devant son portrait de Waldo Peirce à la Finca La Vigía.
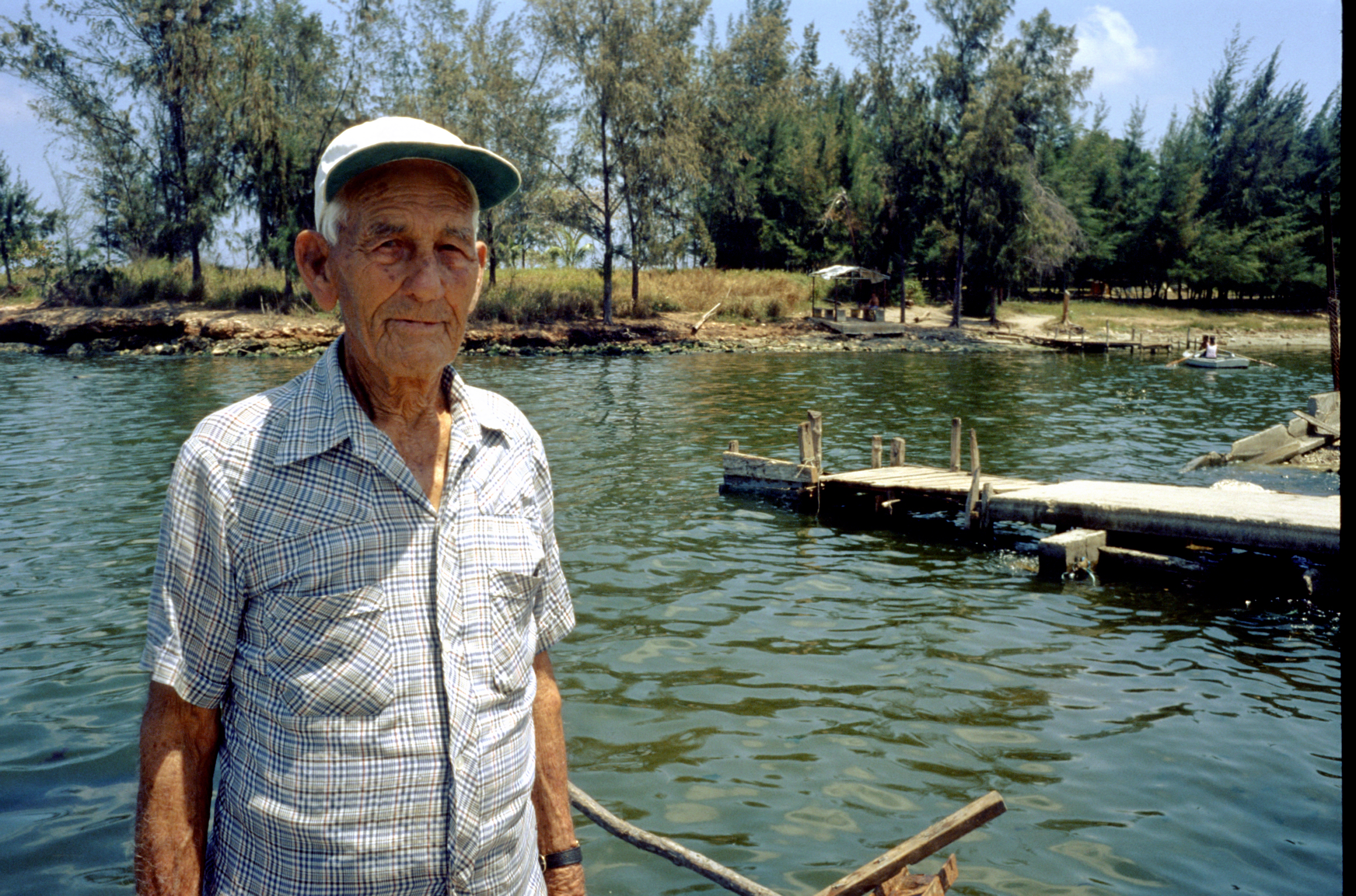
Gregorio Fuentes, en 1993, au port de pêcheur de Cojimar.

Entre deux voyages, il vit à La Havane, écrit, boit, reçoit ses amis (dont Luis Miguel Dominguín, Gary Cooper, Ingrid Bergman, Ava Gardner ...), pêche au gros intensivement avec son yacht Pilar, à partir du petit port de pêcheur Cojimar, à dix kilomètres à l'est de La Havane, où vit son inséparable compagnon d'aventure Gregorio Fuentes.
En 1945, Hemingway divorce et vit durant les hivers à la Finca La Vigía avec sa quatrième et dernière épouse, la journaliste Mary Welsh Hemingway. Il y rédige son œuvre Le Vieil Homme et la Mer, dont le héros est inspiré de Gregorio Fuentes. L'œuvre publiée en 1951 lui apporte succès, argent, prix Pulitzer 1953 ainsi que le prix Nobel de littérature le 28 octobre 1954. Il dédie son chef-d'œuvre au peuple cubain qu'il affectionne énormément. 
En 1957, de retour dans sa demeure cubaine après un séjour à Paris, il rédige jusqu'en 1960 son œuvre Paris est une fête. 
En 1959, après le triomphe de la révolution cubaine, Hemingway se dit ravi du renversement du président Batista par Fidel Castro qu'il rencontre le dimanche 15 mai 1960 pour se dire leur admiration mutuelle.

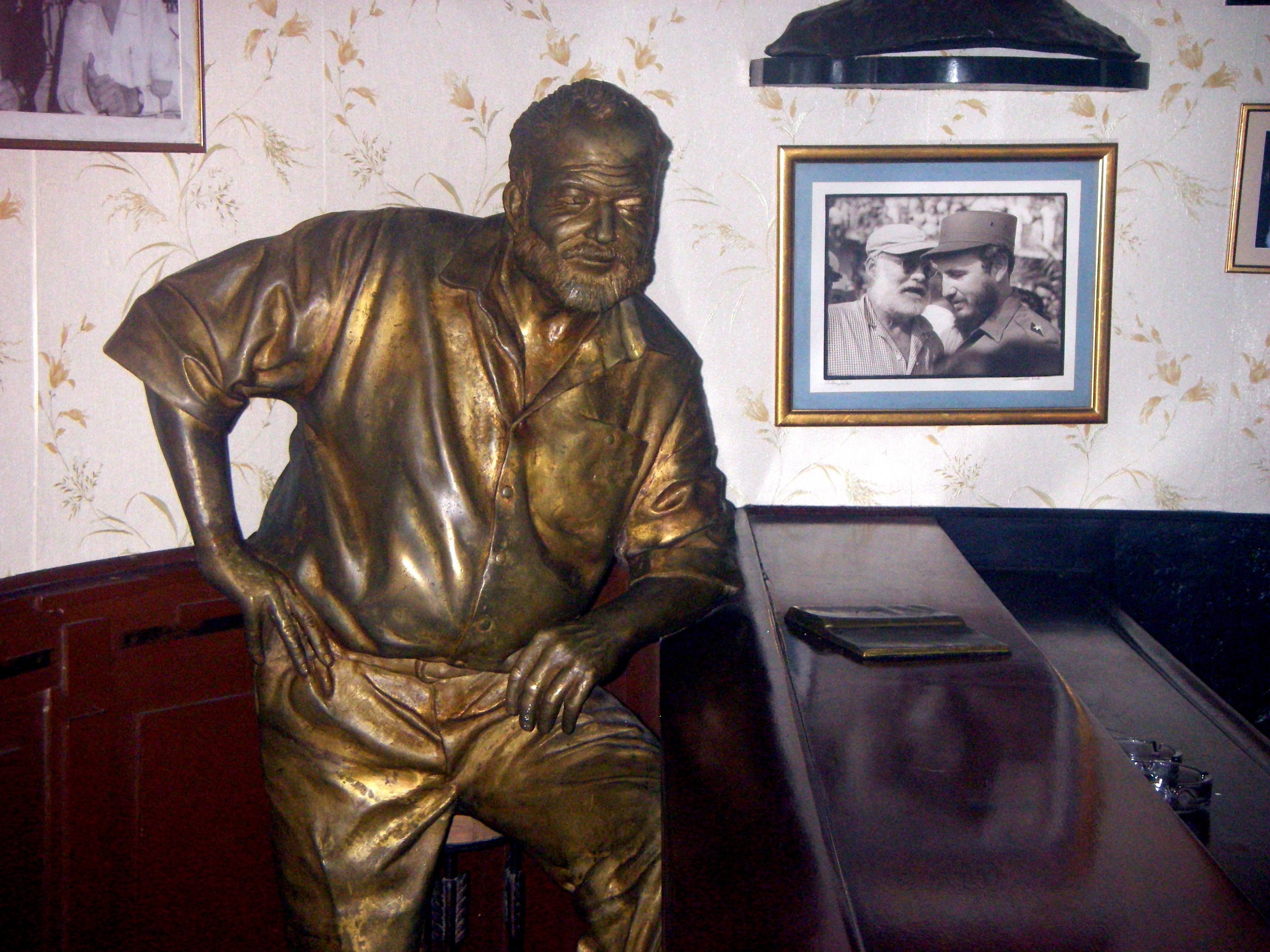
Statue d'Hemingway et photo avec Fidel Castro au bar La Floridita à La Havane.
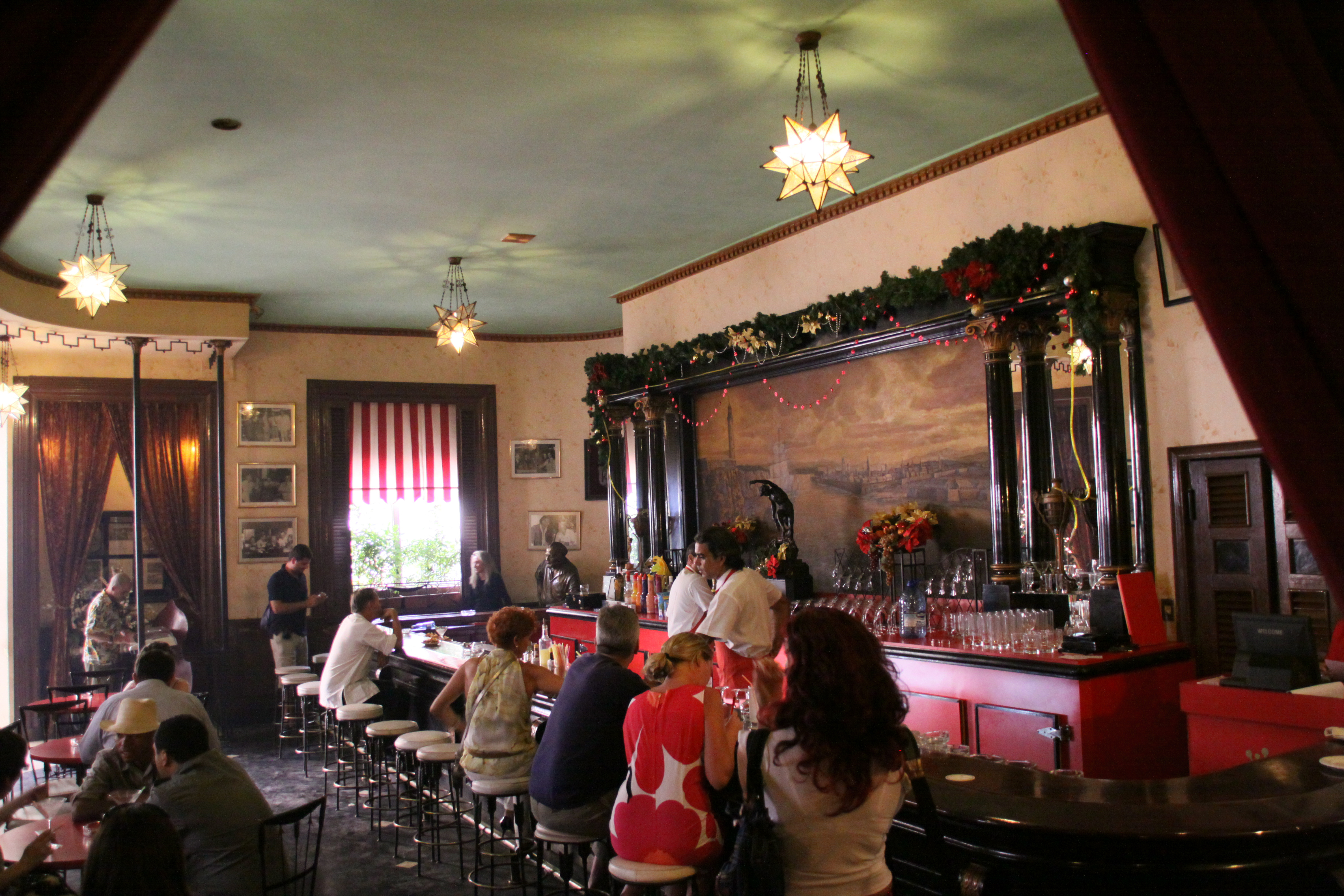
Bar La Floridita.
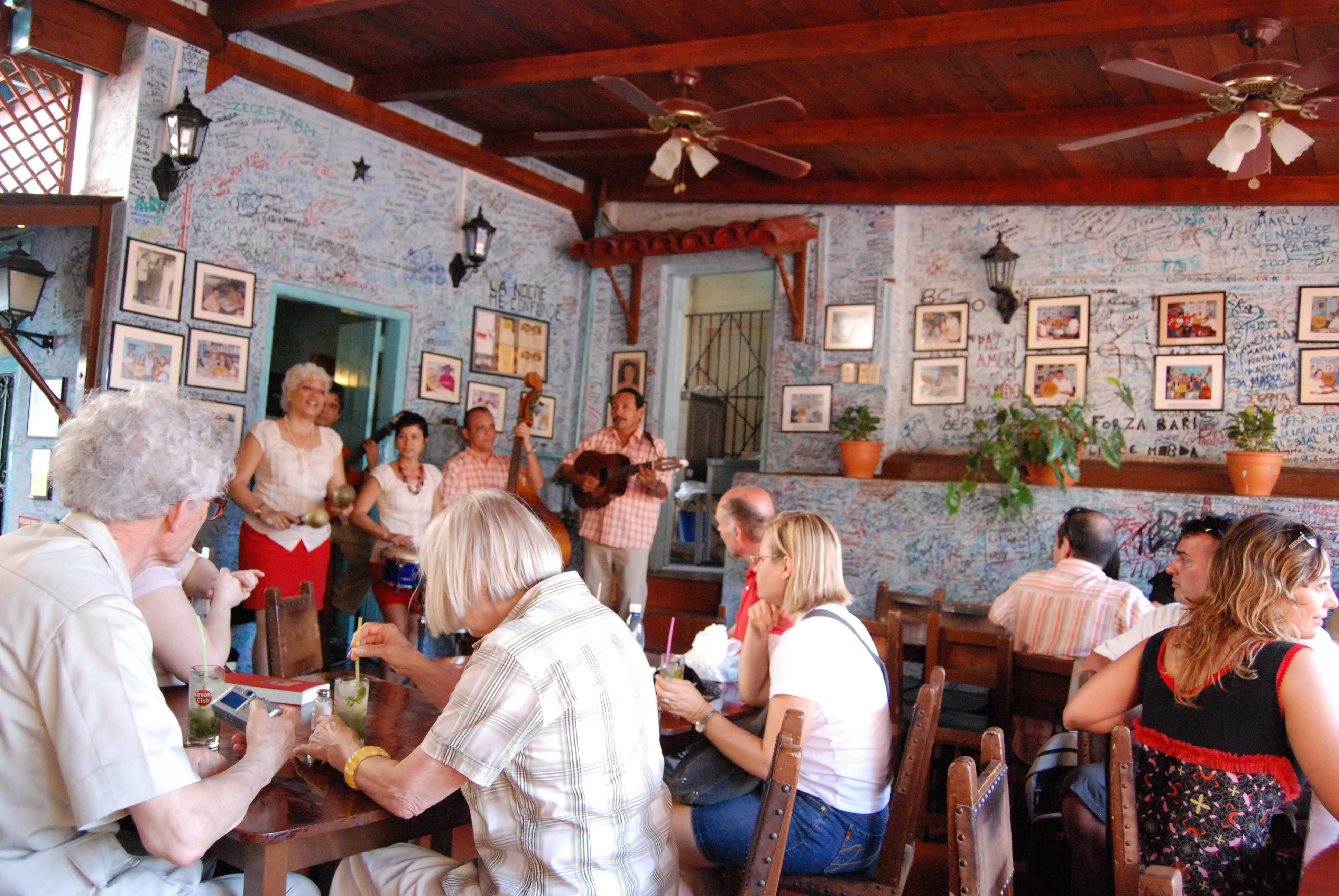
Bar La Bodeguita del Medio.
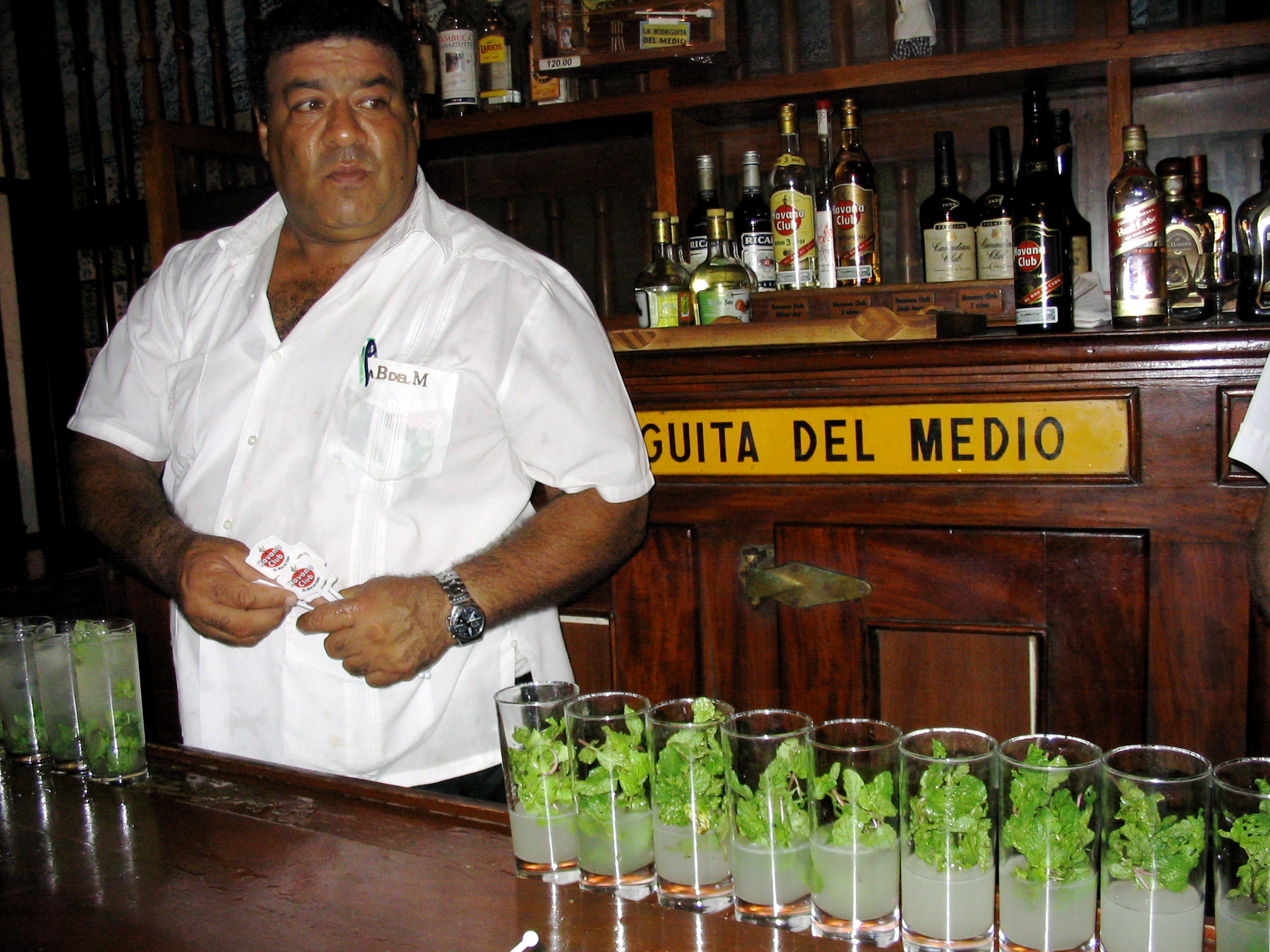
Mojito à La Bodeguita del Medio.
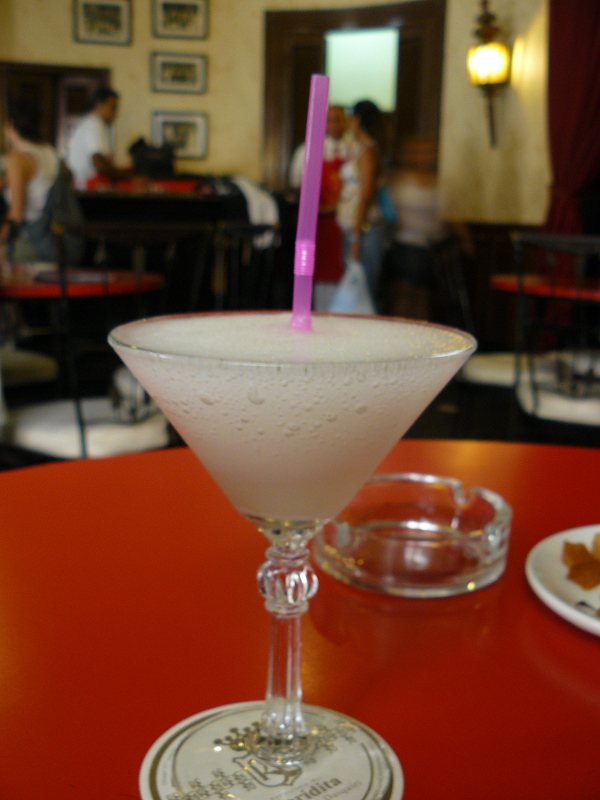
Daiquiri de La Floridita.

En 1960, l'ambassadeur américain à Cuba Philip Bonsall l'avertit de l’instauration éminente de l'embargo des États-Unis contre Cuba par le président Eisenhower pour contrer la politique de Castro. Il l'incite à faire acte de patriotisme en abandonnant son île d'adoption, ce à quoi le célèbre romancier est profondément farouche. Souffrant d'une grave dépression, de violents maux de tête, de confusion mentale, d'hypertension artérielle, de cécité, de diabète, de maladie du foie, de maniaco-dépression, d'hémochromatose… Hemingway abandonne malgré tout définitivement son île d'adoption, sa maison et une importante partie de ses biens en septembre 1960, et retourne se faire soigner sans succès aux États-Unis avant de mettre fin à ses jours à Ketchum dans l'Idaho le 2 juillet 1961 pour en finir avec sa déchéance et ses souffrances physiques et mentales chroniques.

## Musée Ernest Hemingway
Après avoir décrété que Mary Welsh Hemingway leur avait légué la demeure et ses biens, le gouvernement cubain y fonde le musée Hemingway dans ces lieux préservés en l'état jusque dans les moindres détails, où le temps semble s'être arrêté, avec sa machine à écrire, son mobilier, sa bibliothèque de près de 9 000 ouvrages répartis dans toute la maison, sa correspondance, près de 3 000 photos, ses disques et platine tourne-disques, son poste de radio, ses œuvres d'art, ses trophées de chasse (impalas, antilopes, buffles ramenés de ses safaris en Afrique), affiches de corridas espagnoles des années 1930, nombreuses bouteilles d'alcool, et également son bateau de pêche, le Pilar, dont avait hérité son ami Gregorio Fuentes, disparu à 104 ans, qui en fit don à l'état Cubain.
L'hôtel Ambos Mundos où il séjourne dans la chambre 511 dans les années 1930 est maintenue en l'état et les bars de prédilection d'Hemingway de La Habana Vieja (vieille Havane historique) cultivent sa légende : « My mojito in La Bodeguita, my daiquiri in El Floridita » (mon mojito à La Bodeguita del Medio, mon daiquiri à La Floridita). Sa statue en bronze est accoudée au bar de La Floridita où un daiquiri spécial lui est historiquement dédié : le Papá Doble, avec double ration de rhum sans sucre.
Son petit port de pêcheur de prédilection, Cojimar, a été rebaptisé Marina Hemingway et sert depuis de base aux compétitions de pêche au gros en souvenir du romancier.